# Silent So Long
Silent So Long – drugi album projektu Emigrate, który został wydany 14 listopada 2014 roku.

## Goście
W tym albumie będzie zawartych sześciu gości. Należą do nich:
- Frank Dellé – niemiecki artysta wykonujący reggae z zespołu Seeed.
- Peaches – kanadyjska wokalistka, która wykonuje muzykę z gatunku electroclash
- Lemmy Kilmister – wokalista i basista brytyjskiego zespołu heavymetalowego Motörhead
- Marylin Manson – wokalista wykonujący metal alternatywny
- Margaux Bossieux – basistka zespołu punkowego Dirty Mary
- Jonathan Davis – wokalista amerykańskiego zespołu numetalowego KoЯn

## Lista utworów[2]
1. "Eat You Alive (feat. Frank Dellé)" – 3:33
2. "Get Down (feat. Peaches)" – 4:32
3. "Rock City (feat. Lemmy Kilmister)" – 3:28
4. "Hypothetical (feat. Marylin Manson)" – 3:50
5. "Rainbow" – 3:34
6. "Born On My Own" – 4:40
7. "Giving Up" – 3:58
8. "My Pleasure" – 3:36
9. "Happy Times (feat. Margaux Bossieux)" – 3:36
10. "Faust" – 3:42
11. "Silent So Long (feat. Jonathan Davis)" – 5:17

## Twórcy
- Richard Kruspe – gitara elektryczna, gitara prowadząca, wokal
- Olsen Involtini – gitara elektryczna, gitara rytmiczna
- Arnaud Giroux – gitara basowa
- Joe Letz – perkusja
- Mikko Sirén – perkusja